# برنارد فرانکلین
برنارد فرانکلین (انگلیسی: Bernard Franklin; ۱۰ نوامبر ۱۸۸۹ – ۲ ژانویهٔ ۱۹۳۷) ژیمناست هنری اهل بریتانیا بود.